# Jean Bonnot
Pour les articles homonymes, voir Jean Bonnot (homonymie) et Bonnot.
Jean (jehan) Bonnot ou Bonost, né vers 1374 à Poligny et mort en novembre 1443 à Dijon, est un légiste franc-comtois et qualifié de vicomte en 1429,, conseiller des ducs-comtes de Bourgogne Jean Sans Peur et Philippe le Bon. De 1408 à sa mort, il est maître de la chambre des comptes de Bourgogne. Il est l'arrière-grand-père de Jean Bonnot, écuyer tranchant de la duchesse d'Autriche, gouvernante des Pays-Bas.

## Biographie

### Famille et origines
Jean Bonnot est le fils de Richard Bonnot,(né à Poligny; Jura), conseiller du duc-comte de Bourgogne en 1359, procureur de celui-ci, qui assista plusieurs fois au parlement de Baume. Il était représenté à genoux avec sa femme, sur la porte de la chapelle du Petit-Saint-Bénigne à Dijon, qu'il avait fondée. On y voyait aussi son écu. La mère de Jean, Dame Jullien(fille de Gérard Jullien, écuyer), épousa en secondes noces le chevalier Henry Le Berrier. Il est domicilié dans la "Maison de Perrigny"  grande rue Saint-Pierre (actuel 9 rue Pasteur)
Il appartient à une famille de la petite noblesse comtoise dont le fief de Vaivre près de Poligny, fut donné par Othon IV de Bourgogne, comte palatin de Bourgogne, à Alain Bonnot en 1295.
Ses services dans diverses fonctions furent récompensés par Philippe le Bon qui lui octroya en 1443, des lettres ordonnant qu'il continuerait à toucher ses gages sa vie durant. Jean Bonnot ne jouit pas longtemps de cette faveur ; il mourut avant novembre 1443.
Guy de Lantage fut l'héritier de Guyot Bonnot  (fils de Jean) dont il prit le nom pour devenir la famille Bonnot de Lantage. Il acquit en 1480 les terres et seigneurie de Balaon pour 660 francs et en 1491 la terre de Polisot.
Une de ses filles, Jehanne Bonnot, épouse en 1420 maître Girard Voyon ou Vyons, conseiller et maître des comptes.Le fils de Jehanne Bonnot et de Girard Vyon (marié à jeanne de la Piscine en 1445): Chrestiennot Vyon fut un célèbre leader de la " Mutemaque" de Dijon du 26 juin 1477 contre le Roi Louis XI et exécuteur du président du parlement Jouard.

Le chevalier Jean Bonnot le jeune , et fils de Maitre Jean Bonnot, époux de Marie de Vivonne (fille de Jean de Vivonne et de Marquise de la Roche-andry) du fuir dans l'actuelle Belgique car "Il était bon bourguignon" et voulait le rester.

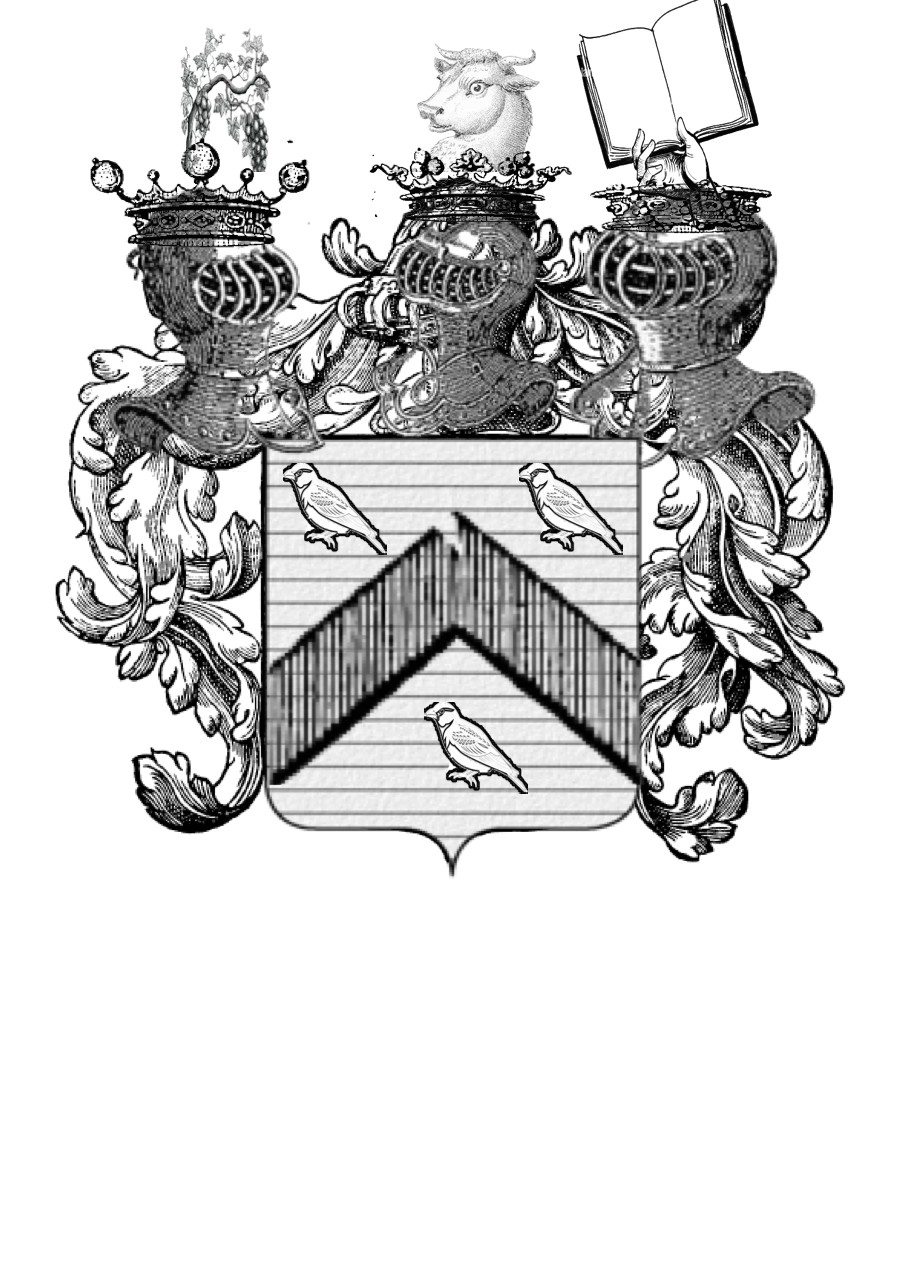
ARMES DE LA FAMILLE BONNOT 1409

### L'affaire de la Chambre des comptes de Besançon
En 1408, après s’être fait céder par Wencesla, roi des Romains, la seigneurie utile de Besancon, confisquée sur l'archevêque Thiébaud de Rougemont, Jean Sans Peur promit aux habitants de Besançon un parlement et une chambre des comptes. Par lettres patentes du 9 juillet 1408, il ordonnait à la chambre des comptes de Dole  de délivrer à Jean Bonnot, nommé maître des comptes de la nouvelle chambre de Besançon, une copie de tous les titres concernant le comté de Bourgogne. Jean Bonnot se rendit à Besançon pour rencontrer le chancelier du comte. Mais peu après en 1410, l'empereur Wenceslas confirma la seigneurie au comte, par une donation pure et simple. Cet acte annulait l'accord de 1408, et la chambre des comptes resta à Dijon et Dole.

### La Chambre des comptes de Lille
À la suite de plusieurs problèmes dans les Flandres, en janvier 1410, Jean Sans Peur nomma Jean Bonnot maître des comptes de la chambre de Lille.
En 1427 et 1428, il est envoyé en mission à la chambre des comptes de Lille , qui dans un mémoire adressé au chancelier Rolin, se scandalise de voir les travers du receveur général.
Le 5 novembre 1419, Jean Bonnot et Perrenot Doranfe, gruyer de la duchesse de Bourgogne, prirent possession des Chatels, ville et dépendances de Noyers que la duchesse avait acquis.

### Une chambre des comptes sous surveillance
Au cours des années 1419-1430 se poursuivit un phénomène amorcé partiellement sous Jean sans Peur : le transfert de compétence de la Chambre des comptes de Dijon à la Chambre des comptes de Lille, en matière de contrôle des comptes des officiers centraux des finances, et notamment le compte du receveur général de toutes les finances. Parallèlement, Philippe le Bon avait imposé une réduction des effectifs de la Chambre lilloise, motivée probablement par un souci d’économie : la Chambre passa de cinq à trois membres, situation qui était encore en vigueur en 1426-1427, lorsqu'éclata l’affaire Roland du Bois. Le personnel en question avait d’ailleurs été largement renouvelé par le décès de maîtres en place depuis Philippe le Hardi. La conséquence en fut une incapacité à procéder, dans un délai correct, à la vérification des comptes de la recette générale : le délai moyen entre la fin de l’exercice et la date de clôture des comptes du receveur Guy Guilbaut, pour les années 1419-1428 passa à 8 ans et 3 mois : c’était là une très nette dégradation, lorsqu’on sait que les comptes du receveur de toutes les finances étaient auparavant rendus à Dijon dans un délai bien plus court. Ainsi les comptes du receveur général de toutes les finances tenus entre 1405 et 1419, lorsqu’ils furent rendus à Dijon, furent clos, en moyenne, après un délai de 3 ans et 7 mois. Les retards s’accumulaient. Les ducs de Bourgogne, espérant accélérer les procédures, et afin de rendre plus aisé le transfert de compétence de Dijon vers Lille, adjoignirent des renforts à la Chambre des comptes de Lille en la personne de Jean Bonost, maître des comptes à Dijon depuis 1408 : ce dernier, ayant déjà brièvement servi à Lille en 1414, revint par la suite en décembre 1423 pour plusieurs mois, probablement jusqu’en novembre 1424. Le duc fit de nouveau appel à lui en mars 1426, pour une durée apparemment plus longue. L’annonce de sa venue, en compagnie du chancelier Nicolas Rolin, inquiétait fortement les gens des comptes à Lille, comme l'atteste une lettre de Guérin Sucquet appelant ses collègues au calme :  
"Si Dieux plaist, les choses se porteront si bien pour l’onneur de la Chambre et d’un chacun que tout sera content, mais je conseilleroie pour tout bien faire que recommandacion fut faite a monseigneur de Tournay afin de reprimer toutes regeurs combien que encore n’ont esté monstrées ne ne seront point, si comme je croy, car monseigneur le chancelier est saige et ne vouldra point desconfire la dite Chambre pour un référendaire, ou pour deux" 
La mission de Jean Bonnot se trouva longuement prolongée tout au long de l’année 1427, et très probablement jusqu’en 1428. Mais constatant l’ampleur des fraudes, des retards dans l’audition des comptes, et de nombreux impayés, principalement en matière d’imposition extraordinaire, l’administration centrale, sans doute à la demande de Jean Bonost, lui adjoignit des renforts de poids en mettant en place une commission chargée d’examiner et recouvrer les arrérages des sommes dues au duc, le 10 juillet 1427.
La composition de la commission répondait aux exigences et à la complexité des affaires, qui risquaient de poser des difficultés techniques mais aussi politiques. Afin d’assurer l’autorité de la commission, furent désignés Hue de Lannoy, seigneur de Santes et Baudoin de Lannoy, gouverneur du souverain bailliage de Lille, tous deux conseillers et chambellans du duc. En raison de la dimension financière des questions à examiner, deux officiers spécialisés étaient commis : le premier était Jean de Pressy, d’ailleurs commis le même jour maître des comptes à Lille et à Dijon, avec prééminence sur tous les maîtres. Ce choix s’expliquait par son influence sur les finances, et sa connaissance des affaires « de par-deçà », en raison de ses origines artésiennes ; le second n’était autre que celui par qui le scandale arrivait : Jean Bonnot , technicien du contrôle comptable, seul extérieur aux affaires du pays, bénéficiant de la confiance du duc et du chancelier. Enfin deux juristes renforçaient l’équipe, Thierry Le Roy et Philippe Maugard, tous deux conseillers et maîtres des requêtes du duc. C’était là indiquer la dimension judiciaire de l’enquête. C’est par le travail de cette commission que vont être mises au jour les malversations commises par Roland du Bois, avec la complicité de certains de ses collègues. De manière assez classique, cette entreprise de réformation et épuration financière prit une tournure judiciaire : les commissions chargées de répondre aux problèmes financiers d’un prince et de démasquer les abus dans le maniement des deniers, appelées commission de réformation, avaient une finalité souvent vague et englobant tous les aspects de l’État, de sorte qu’elles revêtaient très rapidement une dimension judiciaire bien plus large que l’examen des comptes. Mais en mettant en cause les gens des comptes, les garants de la bonne gestion des États bourguignons et les plus habiles des gens de finance, la commission se heurta à un système complexe, aux racines très profondes.

## Relations avec les Hospitaliers

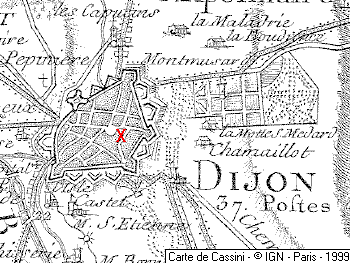
Ordre des Hospitaliers de Dijon

Le 27 juin 1433, Jean Bonnot fit don aux Hospitaliers établis au faubourg Saint-Pierre de Dijon de l'église Madeleine, qu'il avait achetée au vicomte Jean de Pontailler pour 250 livres. La donation est faite entre Jean Bonnot, sa femme Guillemotte Le Masson et le frère hospitalier Jean de Robercourt, commandeur de l'ordre.
En novembre 1429, Guy et Jean de Pontarlier, seigneurs de Magny, vendirent à Jean Bonnot cette même place avec ses dépendances, ils la nommèrent le Meix Magny ; ils la vendirent cinq cents vingt livres tournois, et obligèrent l'acquéreur de fonder une messe à perpétuité, qui serait célébrée tous les jours dans la tour ou chapelle dite de Saint Bénigne. Le 28 décembre de l'année suivante, Jean Bonnot fit donation de cette place et de ses dépendances aux Hospitaliers de la Madeleine, à condition seulement de faire célébrer cette messe .
Le contrat de vente du Meix-Magny, indique que ce meix consistait en maisons, jardins, cloison et une tour où Saint Bénigne fut mis en chartre et reçut son martyre, le tout contigu aux murs, et étant enclavé dans les murs devant le Chastel de Dijon, tenant d'une part par la Tour de la Chapelle Saint Bénigne au Meix du Temple de Dijon ; d'autre part à la rue par laquelle on va à une poterne, et à la rue des Frères Mineurs, aboutissant par devant sur la rue par laquelle on va à la poterne du Bourg, autrement la portelle de Saint Étienne. Ce qui fait voir que la Tradition a toujours été que la Tour qui servait de Chapelle aux anciens Vicomtes dans le « Meix Magny », et qui reste encore aujourd'hui tout entière derrière la Commanderie de la Madeleine, est le lieu où Saint Bénigne a été emprisonné, et où il a perdu la vie pour Jésus-Christ, suivant qu'il est rapporté dans les Actes du Martyre de ce Saint. Lieu par conséquent qui pour avoir été consacré par le sang de ce glorieux Martyr Apôtre de Dijon, ne peut y être en assez grande vénération, comme l'on ne peut aussi assez louer la piété de Guy et Jean de Pontarlier, d'avoir obligé Jean Bonnot acquéreur de leur Maison et de cette Chapelle, d'y fonder à perpétuité une Messe quotidienne ; et la fidélité de Jean Bonnot, en ce que par le contrat de l'an 1430, il a expressément obligé les Maîtres et Frères de l'Hôpital de Saint Jean de Jérusalem, de célébrer cette Messe dans la même Chapelle qui serait nommée la Chapelle de la Chartre Saint Bénigne,.

## Héraldique
Les armes de la famille Bonnot sont connues depuis Richard Bonnot, mais c'est Jean qui les enregistre dans l'armorial de la chambre des comptes de Dijon.
Armes : D'azur, au chevron d'or, accompagné en chef de deux oiseaux d'argent, et en pointe un troisième de même.
Timbre : Une couronne d'or de Noble ou un heaume d'ecuyer. ou un mortier de président de chambre des comptes.
Devise :   Dignus es lugere (digne d'être pleurer )

## Galerie

Lettre patente de Jean 1 de Bourgogne, donnant mission à Jean Bonnot, premier maître des comptes.
Inventaire des biens de Philippe le Hardi, inventaire rédigé par Jean Bonost, maître des comptes pour la succession. source Gallica BNF.
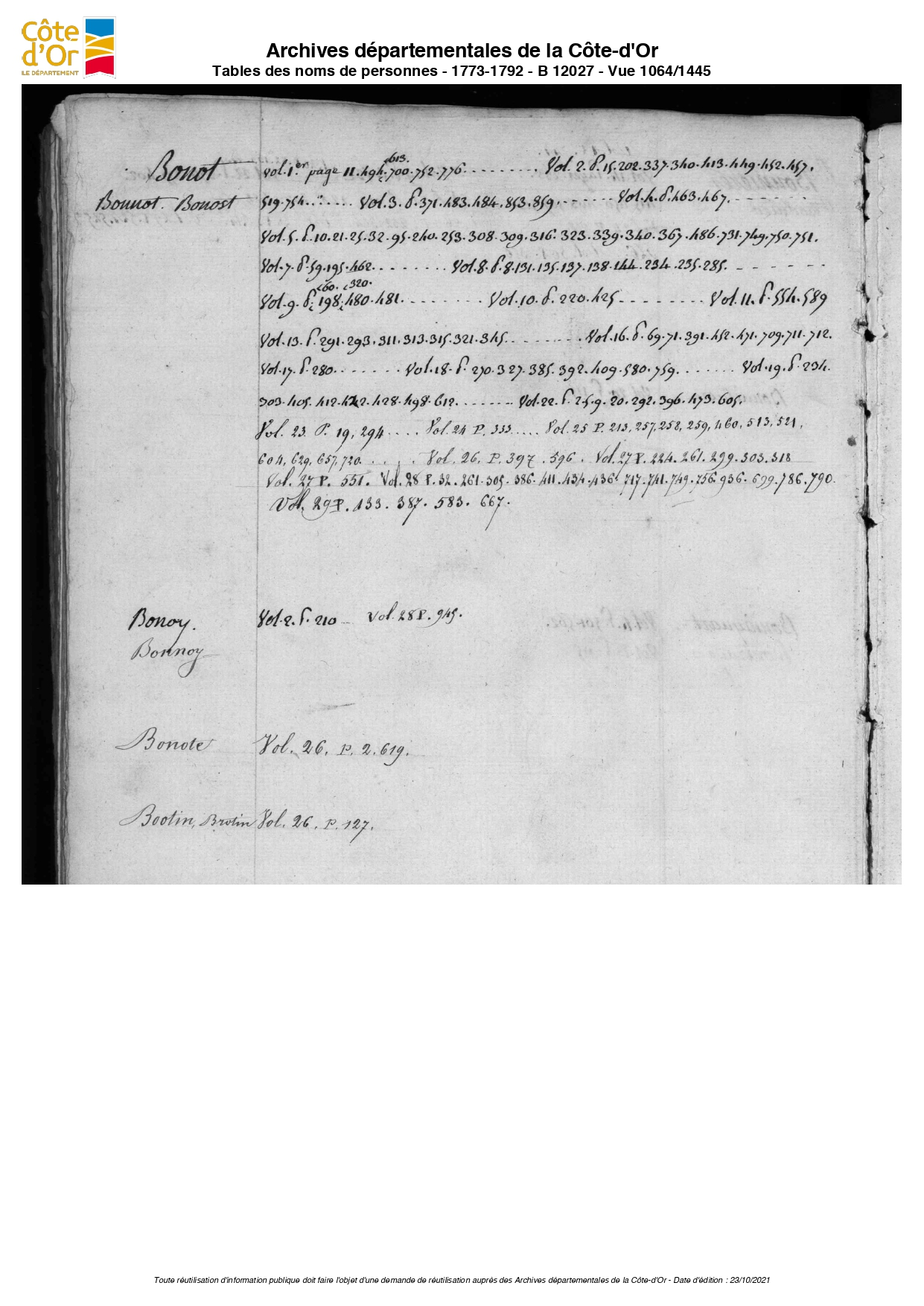
Différentes orthographes du nom Bonnot. AD 21.
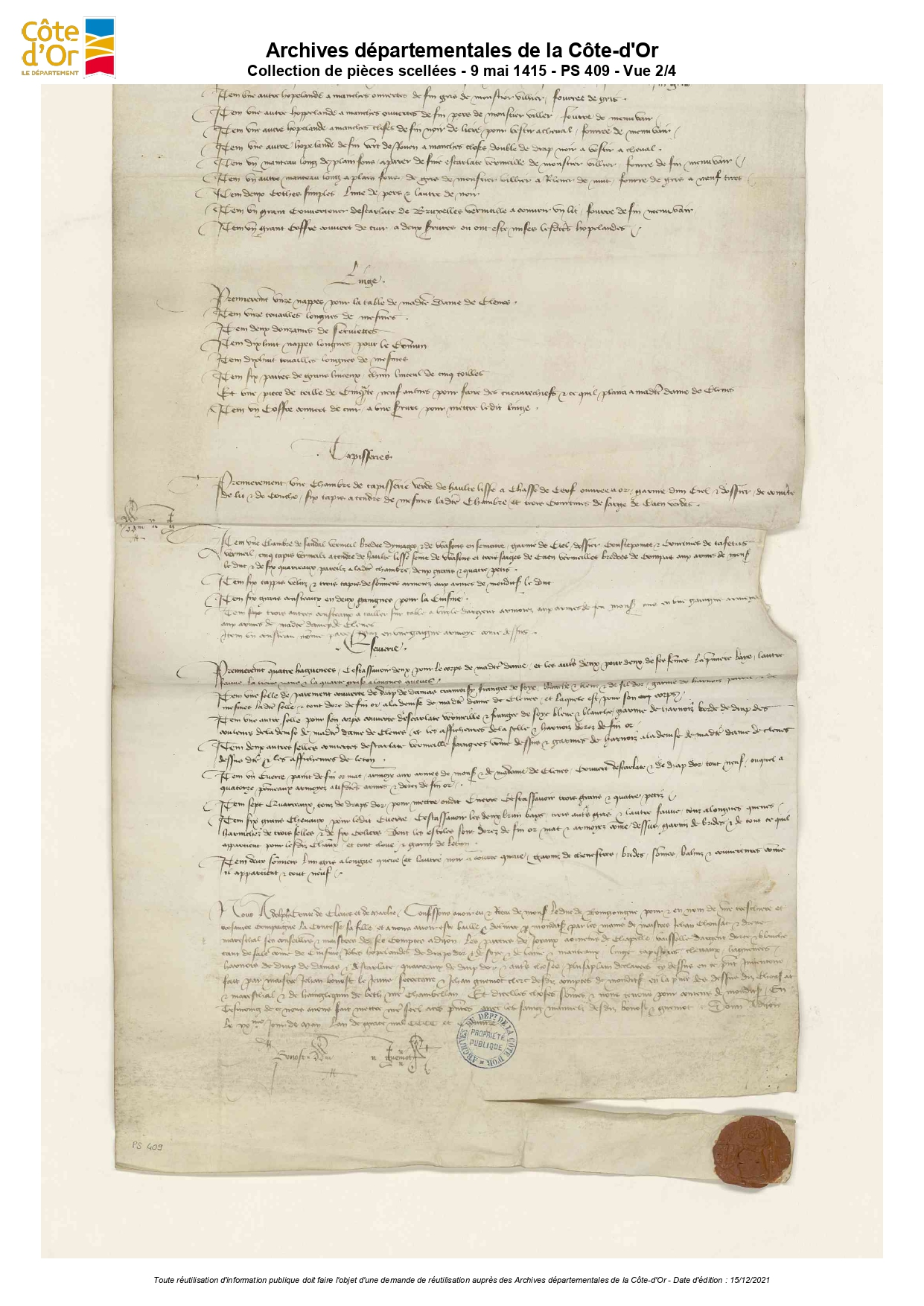
Dot de Marie de Bourgogne, fille de Jean Sans peur avec signature de Jean Bonnot.
- Fondation par Jean Bonnot de la chapelle du Petit Saint-Bénigne de Dijon.
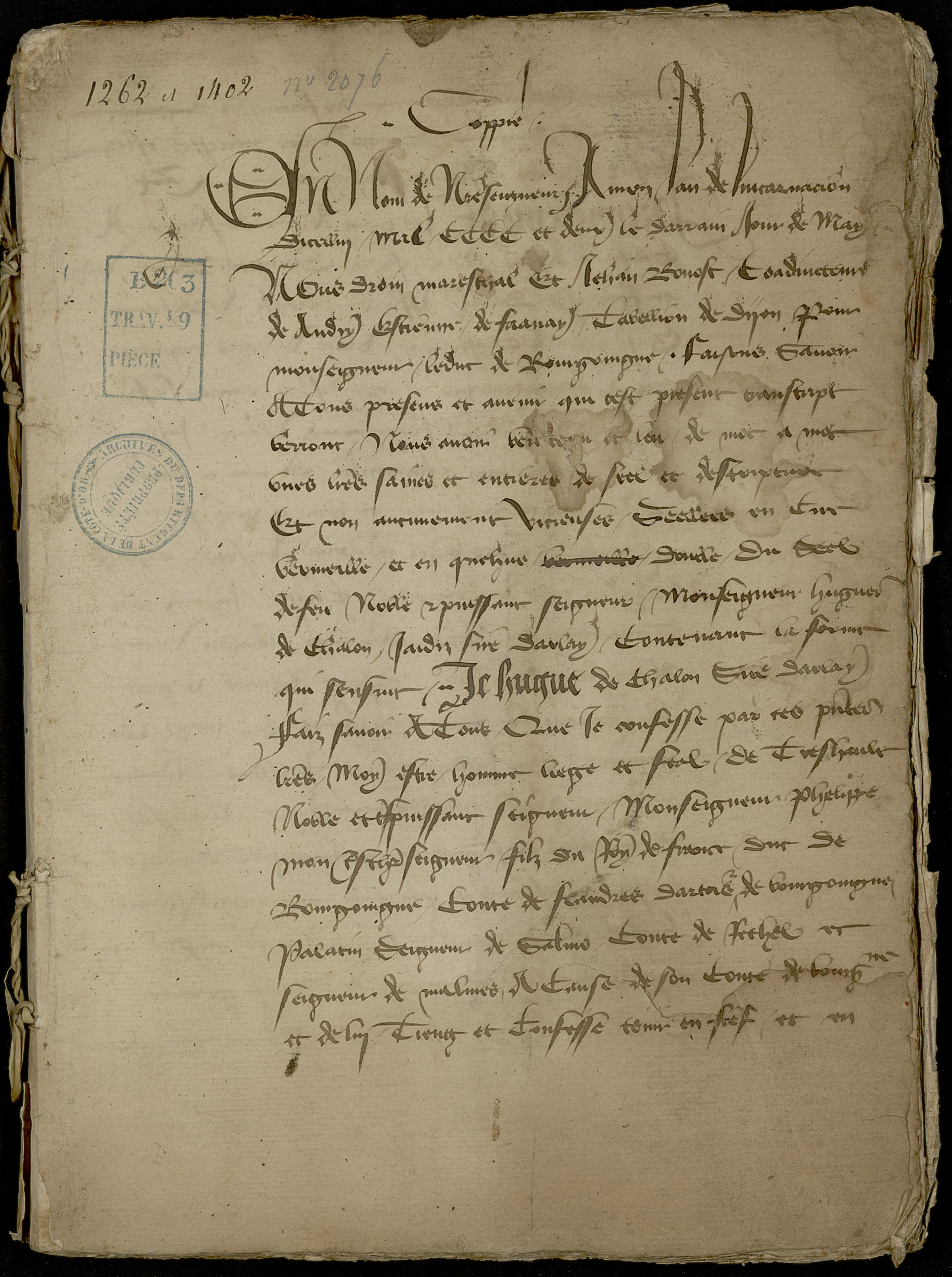
Reconnaissance de fiefs de Hugues II de Chalon. Jean Bonnot est représentant du duc.
- Lettre de donation de la chapelle et maison à l'ordre des Hospitaliers.